# Staatskirchenrecht
Als Staatskirchenrecht (auch: Religionsverfassungsrecht) bezeichnet man die staatliche Rechtsetzung gegenüber Religions- und Weltanschauungsgemeinschaften. Es ist Teil des Öffentlichen Rechts und nicht zu verwechseln mit dem Kirchenrecht, das sich eine Religions- oder Weltanschauungsgemeinschaft autonom gibt.

## Einführung
Das Staatskirchenrecht ist ein Querschnitt aus verschiedenen Rechtsgebieten. Gemeinsamer Bezugspunkt der Regelungen ist, dass die religiös-weltanschaulichen Entfaltungsmöglichkeiten des Bürgers und der entsprechenden Gemeinschaften sowie das Verhältnis zwischen Staat und Religionsgemeinschaften geregelt werden. Die grundlegenden Entscheidungen hierzu werden in der Verfassung getroffen. Näheres wird dann im Rahmen der einfachen Gesetzgebung umgesetzt. Das Staatskirchenrecht ist mit seinen Regelungen auf die verschiedensten Gesetze verstreut (z. B. im Arbeitsrecht, Strafrecht, Baurecht, Schulrecht usw.). Es ist kein in sich geschlossenes System, sondern ergibt sich aus der Zusammenschau verschiedenster Regelungen. Es ist Ausdruck einer jahrhundertelangen Entwicklung: Der Staat beanspruchte die Hoheit und Regelungskompetenz auch über die religiösen Angelegenheiten seiner Bürger bzw. betrachtete die Religionsgemeinschaften als Teil von sich. Erst im 19. Jahrhundert entwickelte sich die umfassende Idee, dass die Religionsgemeinschaft als Teil der Gesetzgebung mitwirkt.

## Zum Begriff
Die Genese des Begriffs Staatskirchenrecht leitet sich nicht von der Staatskirche ab, sondern vom Recht des Staates für die Kirchen. Der Begriff entstammt also einer Zeit, in der die entsprechenden Regelungen faktisch vor allem die beiden christlichen Kirchen betrafen. Er ist insoweit eine Besonderheit im deutschsprachigen Raum und wird auch heute noch als angemessen angesehen, indem weiterhin christliche Kirchen maßgeblich von ihm betroffen sind. Gegen den Alternativbegriff Religionsverfassungsrecht wird teilweise eingewandt, dass dieser mindestens genauso unklar sei, indem das Staatskirchenrecht gerade nicht die grundlegende rechtliche Binnenorganisation der Religionsgemeinschaften zum Gegenstand habe. Die Verfassung einer Religionsgemeinschaft ist im freiheitlichen Staat Sache der Religionsgemeinschaft selbst. Vorteil der Bezeichnung „Religionsverfassungsrecht“ ist jedoch die Darstellung der religiösen Pluralität.

## Unterscheidung vom Kirchenrecht
In der Zeit der Staatskirchen war das innerkirchliche Recht auch Teil der staatlich erlassenen Gesetze. Auch heute noch werden in einigen wenigen Schweizer Kantonen Teile der Kirchenverfassung wie die Grundlagen der Organisation und des Wahlrechts durch staatliche Gesetze geregelt. Entscheidungen in theologischen Fragen sind aber auch in der Schweiz schon lange wie in Deutschland den Religionsgemeinschaften vorbehalten. Diese Anerkennung der Autonomie einer Glaubensgemeinschaft in inneren Angelegenheiten, insbesondere was den Glaubensinhalt betrifft, ist wesentlicher Teil des Staatskirchenrechts (Selbstbestimmungsrecht als Folge der Versammlungsfreiheit). Aufgrund der neuzeitlichen Entflechtung von Staat und Kirche wird das Kirchenrecht nicht staatskirchenrechtlich begründet und das Staatskirchenrecht ist nicht kirchenrechtlich begründet. Diese Entflechtung entstand unter anderem durch die Zwei-Reiche-Lehre des Reformators Martin Luther und wurde später philosophisch von John Locke und Baron Montesquieu neu aufgearbeitet. Die Trennung diente hierbei weniger eines Schutz des Staates oder der Bürger vor der Kirche als vielmehr einer freiheitlichen Verselbständigung der Religionsgemeinschaften, also des Schutzes der Kirche vor dem Staat.
Auf Seiten der Religionsgemeinschaften begegneten die wesentlichen Regelungen des Staatskirchenrechts des 19. und 20. Jahrhunderts einer grundsätzlichen Skepsis. Auslöser hierfür war auf Seiten der katholischen Kirche unter anderem die Erfahrungen der Französischen Revolution, wo mit der Deklaration der Menschenrechte auch die Unterdrückung der katholischen Kirche begann. Erst mit ihrer Erklärung Dignitatis humanae im Rahmen des Zweiten Vatikanischen Konzils hat die katholische Kirche darauf verzichtet, als „wahre“ Religion beim Staat Vorrechte für sich zu beanspruchen, und die Religionsfreiheit des Einzelnen anerkannt. Die Skepsis der evangelischen Kirchen rührte aus ihrer engen Verbindung mit dem ebenfalls insoweit skeptischen Staat.

## Wesentliche Themen des Staatskirchenrechts
Individualrechtlich von grundlegender Bedeutung und allgemein anerkannter Bestandteil des Staatskirchenrechts ist die mehr oder weniger starke Garantie der individuellen Religionsfreiheit. In der deutschen rechtswissenschaftlichen Diskussion wird die Regelung zur Religionsfreiheit als prägendes Merkmal des Staatskirchenrechts herangezogen. Die weiteren staatskirchenrechtlichen Regelungen werden als dieser Freiheit dienend und sie effektivierend aufgefasst.
Daneben gibt es verschiedene korporative Verbürgungen, das heißt Regelungen des Staates, die sich mit den von Bürgern gebildeten religiösen Gemeinschaften befassen.

### Parität und Nicht-Diskriminierung
Viele Staaten haben die öffentliche Anerkennung nur einer Kirche oder nur einer Religion abgelöst durch eine grundsätzliche Gleichbehandlung aller Religions- und Weltanschauungsgemeinschaften. Zwischenstadium hierzu war die teilweise gleichwertige Behandlung mehrerer Religionsgemeinschaften. Siehe hierzu Paritätsgrundsatz.

### Trennung von Staat und Kirche
Das grundlegende Verhältnis zwischen dem Staat und den Religionsgemeinschaften ist in allen Rechtssystemen wiederkehrender Regelungsgegenstand. Historisch betrachtete der Staat die Religionsgemeinschaften bzw. die Staatsreligion als seine Aufgabe und seiner Kontrolle unterstehend. Seit dem 19. Jahrhundert entwickelten sich jedoch verschiedene Formen der Trennung von Staat und Kirche. Einzelne Staaten gingen den Weg einer strikten Trennung von Kirche und Staat wie die USA oder Frankreich, wo 1789 mit dem Dekret Le décret des biens du clergé mis à la disposition de la Nation die Kirchengüter verstaatlicht wurden, oder setzten eine weitgehende Entflechtung um, wie in den Schweizer Kantonen Genf und Neuenburg.
Andere Staaten, wie etwa England als Teil Großbritanniens oder lange Zeit die skandinavischen Länder, haben bzw. hatten Staatskirchen bei gleichzeitiger Gewährung der individuellen Religionsfreiheit.
Dazwischen sind die Modelle der kooperativen Trennung, wie etwa in Deutschland und Österreich sowie mittlerweile auch in den meisten Ländern Skandinaviens und mit Einschränkungen in Irland, anzusiedeln:

„Der Ausbau der kooperativen Elemente zwischen den Religionsgemeinschaften und dem Staat kann heute unbeschwerter erfolgen als früher, weil beide Seiten nicht mehr in einem unmittelbaren Konkurrenzverhältnis stehen und sich demzufolge freier begegnen können. Der säkulare Charakter des Staates ist längst zu einer Selbstverständlichkeit geworden, so dass er es nicht mehr nötig hat, sich gegenüber der Kirche politisch oder gar religiös behaupten zu müssen.“